# Томас Госсленд
Томас Госсленд (англ. Thomas Gossland, 10 травня 1989) — канадський плавець.
Учасник Олімпійських Ігор 2012 року.